# Irving Cutler
Irving Cutler (ur. 1923 w Chicago – zm. 24 lipca 2023 tamże) – amerykański geograf i historyk regionalista. Powszechnie znany z badań nad historią społeczności żydowskiej w Chicago.

## Życiorys
Był synem Zeliga Cutlera i Friedy z domu Wapner. Urodził się przy Washburn Street w Chicago. Uczęszczał tam do szkoły podstawowej w North Lawndale. Jego ojciec prowadził kiosk z prasą zagraniczną, miejsce stało się z czasem lokalnym centrum dyskusji politycznej, co miało wpływ na aspiracje naukowe dorastającego Cutlera. Podczas II wojny światowej Irving Cutler służył w szeregach marynarki wojennej. Na niszczycielu USS Stewart dziesięciokrotnie przepłynął Atlantyk, eskortując ponad sześćdziesiąt frachtowców z żołnierzami amerykańskimi wysłanymi na front do Europy. Po wojnie uzyskał tytuł magistra nauk społecznych na Uniwersytecie w Chicago, następnie doktorat z geografii miejskiej na Uniwersytecie Northwestern. Przez 24 lata był wykładowcą na Uniwersytecie Stanowym w Chicago, w tym przez dziesięć lat kierownikiem Katedry Geografii. Wykładał również na Uniwersytecie DePaul. Pełnił funkcję prezesa Towarzystwa Geograficznego w Chicago. Był współzałożycielem i wieloletnim członkiem zarządu Żydowskiego Towarzystwa Historycznego w Chicago.

## Nagrody
- Nagroda Distinguished Geographer Award od Illinois Geographic Society (2021)[2];

- Nagroda L’dor V’dor nadawana przez Radę Edukacji Żydowskiej Metropolii Chicago (2023)[2].

## Książki
- Cutler, Irving (1965), The Chicago-Milwaukee corridor: a geographic study of intermetropolitan coalescence, Evanston: Dept. of Geography, Northwestern University Press OCLC: 186101;
- Cutler, Irving (1996) Urban communities, Indianapolis: Merrill Pub Co ISBN 978-0-675-19265-1;
- Cutler, Irving (2006), Chicago, metropolis of the mid-continent, Carbondale: Southern Illinois University Press ISBN 978-0-7385-6015-1;
- Cutler, Irvig (2008) The Jews of Chicago: From Shtetl to Suburb, Chicago: University of Illinois ISBN 978-0252076442
- Cutler, Irving (2009) Chicago's Jewish West Side, Charleston: Arcadia Publishing ISBN 978-1-5316-3893-1.